# RFC3
Репликациони фактор Ц, подјединица 3 је протеин који је код људи кодиран RFC3 геном.
За елонгацију прајмираног ДНК шаблона ДНК полимеразе делта и ДНК полимеразе епсилон неопходни су помоћни протеини: пролиферативни ћелијски нуклеарни антиген (PCNA) и репликациони фактор Ц (РФЦ). РФЦ, такође познат као активатор 1, је протеински комплекс који се састоји од пет подјединица са 140, 40, 38, 37, и 36 kDa. Овај ген кодира 38 кДа подједницу. Та подјединица је есенцијална за интеракцију између 140 kDа подјединице и сржи комплекса која се састоји од 36, 37, и 40 kDa подјединица. Познате су алтернативно сплајсоване трансцриптне варијанте које кодирају различите изоформе.

## Интеракције
RFC3 формира интеракције са BRD4, CHTF18, RFC1, PCNA i RFC4.